# Francesco Terzio
Francesco Terzio (1523 Bergamo – 20. srpna 1591 Řím), uváděný také jako Gian či Giovanni Francesco Terzio nebo Terzi, Terzo nebo Terro, Tertio či de Tertiis. Byl dvorním malířem císařů Ferdinanda I. a Maxmiliána II., a především působil ve službách arcivévody Ferdinanda II. Tyrolského. Je znám jako malíř (portrétista), kreslíř a rytec. Jeho kresby se staly předlohami pro různé účely, včetně uměleckých návrhů pro kovolitecké a tiskařské práce.

## Životopis

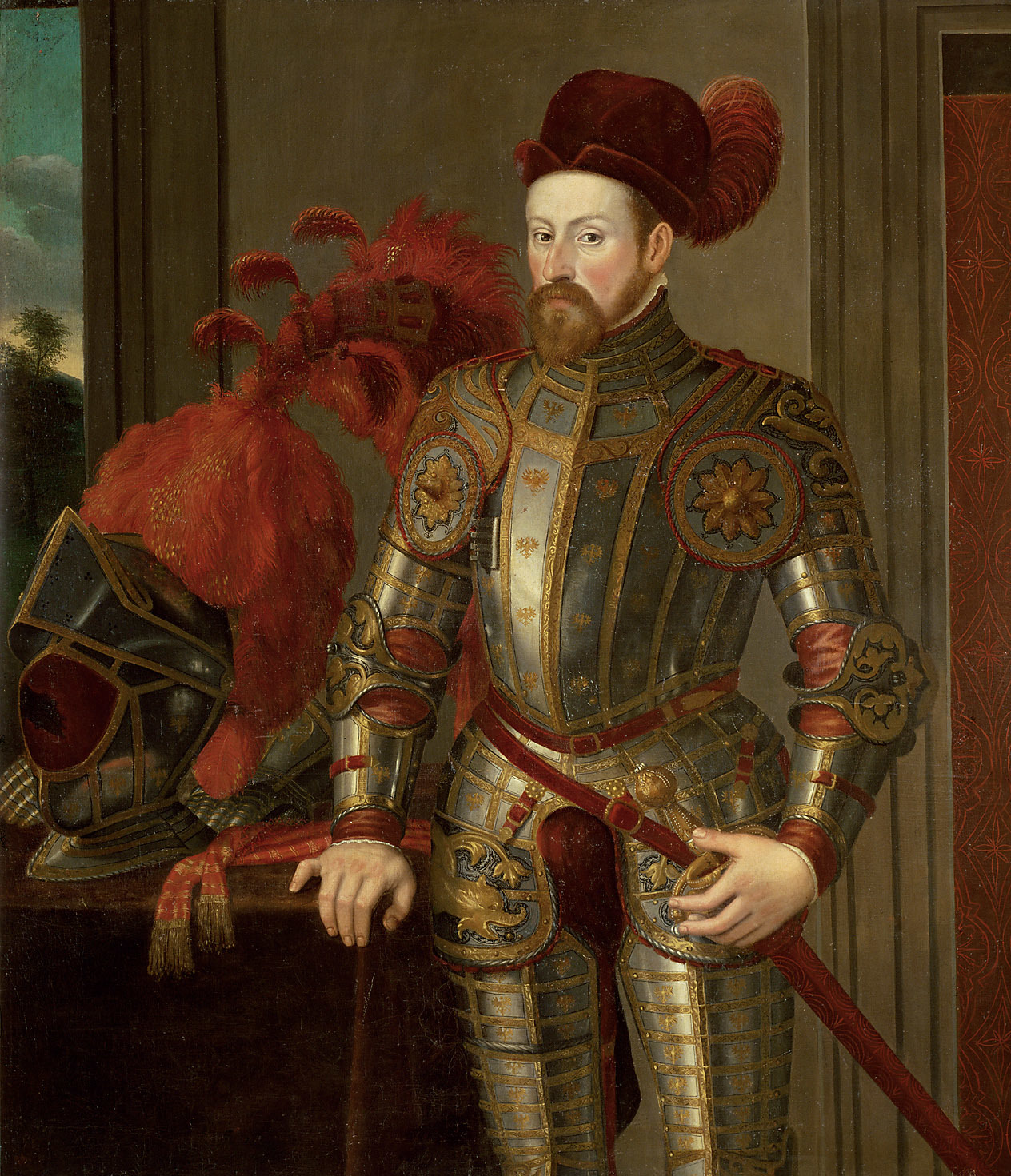
Arcivévoda Ferdinand II. (olej na plátně, podobiznu arcivévody Ferdinanda II. v "orlí" zbroji a s "českým kloboukem" na hlavě pravděpodobně namaloval Francesco Terzio kolem 1556, Uměleckohistorické muzeum, Vídeň)

Francesco Terzio se narodil v bergamské aristokratické rodině jako syn Cristofora Baltreschini de Tertio. Ve věku 28 let opustil Bergamo a přesídlil do Milána. V roce 1551 se pravděpodobně setkal s arcivévodou Ferdinandem I. na říšském sněmu v Augsburgu. Poté vstoupil do služeb Maxmiliána II. Habsburského jako malíř portrétů císařské rodiny. Jeho úspěšné přijetí u dvora dokládá císařova listina z 12. prosince 1561 potvrzující Tertiův šlechtický titul a polepšující jeho rodový erb. Roku 1554 je zmiňován v Praze jako Francesco de Tertio Pergamasco, malíř arcivévody Ferdinanda II., pověřený návrhem fontány pro Královskou zahradu. Potom střídavě pobýval ve Vídni a Praze, aby se krátce vrátil i do Bergama. Zde spolu s Francesco Gozzim, svým žákem, provedli stropní fresku v Palazzo Conte Grumelli. Krátce pobýval i na mnichovském dvoře Albrechta V. V letech 1560 až 1563 pracoval v Praze na výzdobě varhanních křídel v chrámu sv. Víta. Je známo, že se jako čestný host zúčastnil oslav na zámku Ambras u Innsbrucku. Později pobýval v Benátkách (1572), v Bergamu a Miláně. Krátce působil u španělského dvora. Mezi léty 1573 až 1577 neexistují žádné ověřitelné údaje o místě jeho pobytu. V roce 1579 dostal objednávku na dva obrazy pro kostel San Francesco v Bergamu. Asi kolem 1580 Terzio opět pobýval v Benátkách, kde pracoval v Palazzo Ducale na výzdobě Sala dello Scrutinio. V srpnu následujícího roku Terio dokončil dva obrazy pro presbyterium San Simpliciano v Miláně. V roce 1589 je Terzio zmiňován ve Florencii. Poslední roky působil v Římě, kde také v srpnu 1591 zemřel.

## Umělecká tvorba
Terziova tvorba úzce souvisí s působením arcivévody Ferdinanda II., mladšího bratra Maxmiliána II., ve funkci královského místodržícího v zemích Koruny české. V letech 1547 až 1567 arcivévoda plnil úřední povinnosti císařova zástupce v Čechách. Z Prahy se snažil vybudovat rezidenci uspokojující potřeby panovnické rodiny. Francesco Terzio vstoupil do arcivévodových služeb na konci roku 1551. Je považován za autora návrhů na výzdobu kaple sv. Zikmunda v katedrále sv. Víta a pravděpodobně i kreseb pro výzdobu sálu Staré sněmovny na Pražském hradě. Terziova výzdoba varhanních křídel v katedrále z let 1560/63 se sice nedochovala, víme jen, že za ně malíř dostal zaplaceno až roku 1572.

Maxmilián II. Habsburský (Imagines Gentis Austriacae, Innsbruck, Rakousko, 1569. Vyryl Gaspar Oselli, zv. Patavinus, podle návrhu Francesca Terzia)

Jako kreslíře Terzia proslavily jeho obsáhlé kresebné předlohy pro postupně vznikající dílo o pěti částech nazvané Imagines Gentis Austriacae. Do grafické podoby Terziovy kresby převedl Gaspare Osello. Dílo vzniklo z popudu arcivévody Ferdinanda II. Tyrolského mezi léty 1558 až 1571. Zahrnovalo 58 listů papíru se 74 portrétními rytinami členů Habsburského domu. První svazek byl věnován císaři Maxmiliánovi II., druhý arcivévodovi Ferdinandovi II. Tyrolskému, třetí Karlovi, čtvrtý španělskému králi Filipovi II. a poslední císařovně Anně Španělské, manželce Maxmiliána II. Grafický cyklus byl vydán poprvé v roce 1558 a ještě v roce 1569, kde na posledním listě je uveden až rok 1573. Terzio pro jednotlivé rytiny panovníků připravoval kresebné předlohy, z nichž některé se dochovaly do současnosti. Uvádí se, že v cyklu zobrazené podoby habsburských panovníků posloužily jako předloha pro fresky na zahradních arkádách zámku v Telči.

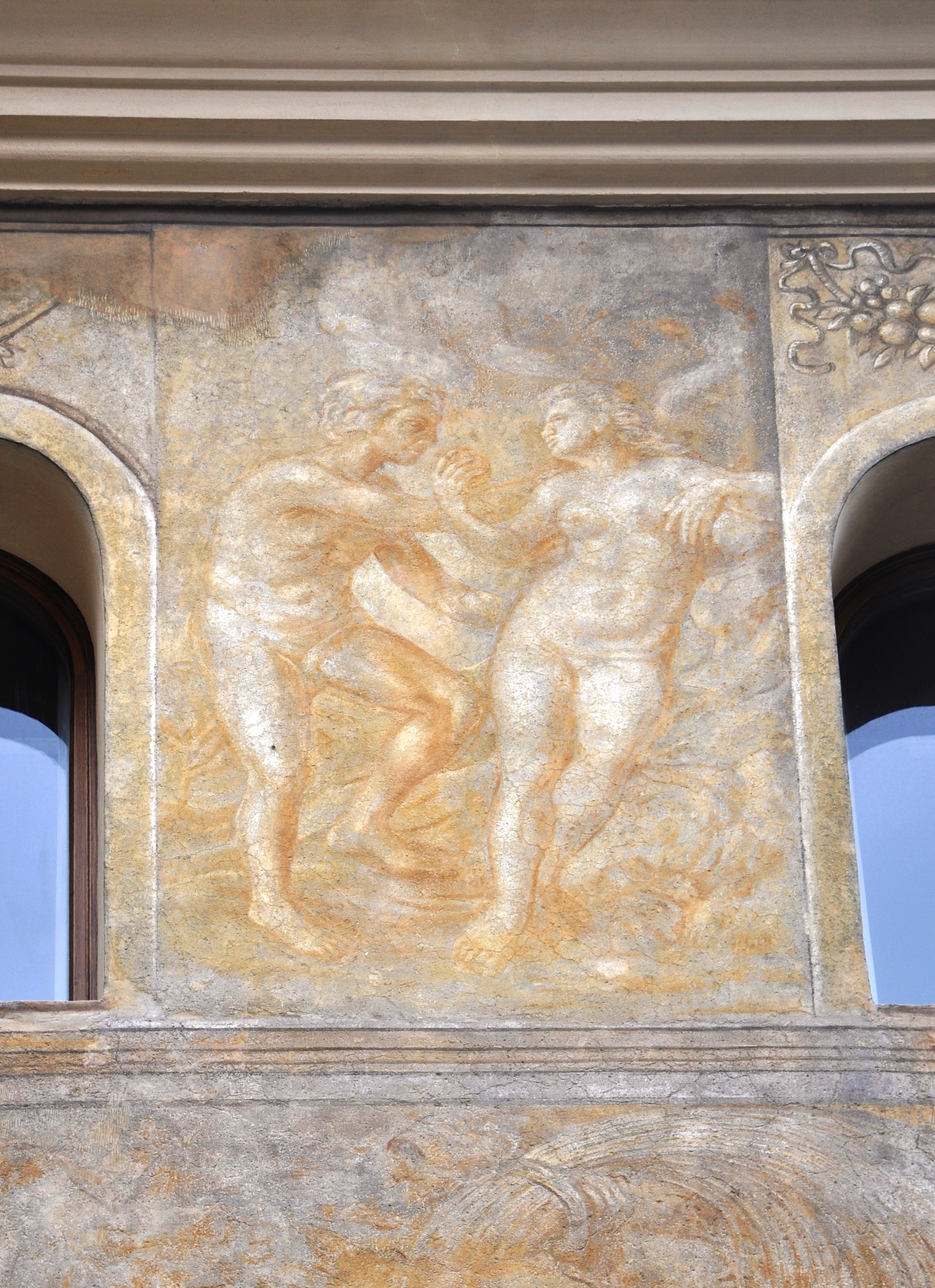
Chiaroscurová freska Adam a Eva (Palác Granovských z Granova, Ungelt, Praha)

Metodu kontrastu mezi světlem a tmou (chiaroscuro) Terzio použil při freskové výzdobě fasády paláce Granovských z Granova, jež je součástí Týnského dvora – Ungeltu. Jedná se o nejstarší použití chiaroscuravé techniky v Čechách. Fresky se nacházejí na jižním průčelí severního křídla paláce. Předpokládá se, že se jedná o práci Francesca Terzia a jeho dílny z let 1560–1570. Fresky mezi okny a jednotlivými patry zobrazují nejen starozákonní výjevy, ale i témata z antické mytologie.

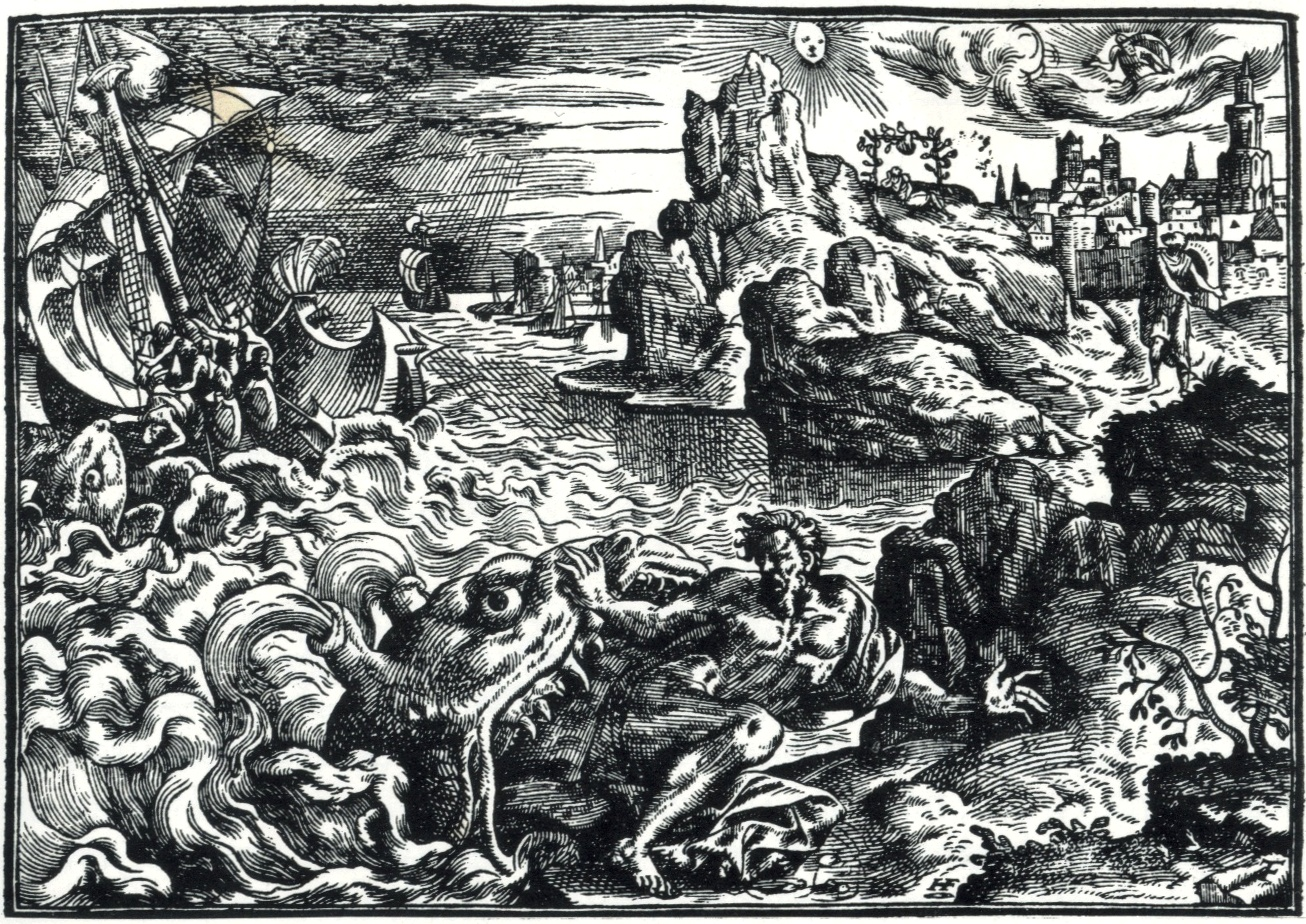
Velryba vyvrhuje Jonáše na břeh (Návrh: Francesco Terzio, rytec: monogramista HF; dřevořez Melantrichovy bible z roku 1570)

Jako rytec se Terzio uplatnil při novém vydání Melantrichovy bible z roku 1570. Od předchozích vydání se lišila tím, že více než sto dřevořezů navrhli dva malíři. Část kreseb pro dřevořezy zhotovil Florian Abel z Kolína nad Rýnem, reprezentující monogramistu FA, který však roku 1565 v Praze zemřel. Druhým autorem byl monogramista FT, zřejmě Francesco Terzio. Dřevořezy provedené několika rytci představovaly v českých zemích nové pojetí ilustrace vycházející z dobové italské malby.

## Umělecko-historický význam díla Francesca Terzia
Vstupem do služeb arcivévody Ferdinanda II. přenesl Francesco Terzio svou severoitalskou malířskou zkušenost do středoevropských zemí, především do Prahy, Vídně a Innsbrucku. Působil jako portrétista, jehož kresebné návrhy podobizen příslušníků habsburského rodu převedené do grafické podoby tvoří pomyslný přechod mezi celofigurálními portréty Hanse Krella a Jacoba Seiseneggera a portrétní malbou rudolfínských malířů. Jeho kresby představující architektonické návrhy (výzdoba Staré sněmovny) či návrhy na Zpívající fontánu v Královské zahradě dokládají jeho umělecký přesah za rámec dvorního portrétisty.